# Myanmarische Badmintonmeisterschaft
Myanmarische Badmintonmeisterschaften werden seit der Saison 1948/1949 ausgetragen, Myanmarische Badminton-Mannschaftsmeisterschaften seit 1952.

## Titelträger
| Saison    | Herreneinzel      | Dameneinzel       | Herrendoppel                   | Damendoppel                     | Mixed                           |
| --------- | ----------------- | ----------------- | ------------------------------ | ------------------------------- | ------------------------------- |
| 1948/49   | Kyaw Than         | nicht ausgetragen | Kyaw Than Chit Khin            | nicht ausgetragen               | Chit Khin Pereira               |
| 1949/50   | Kyaw Than         | Y. Shwe Lwin      | Kyaw Than Chit Khin            | Ma Mya Yin Y. Shwe Lwin         | Kyaw Than Khin Than Nwe         |
| 1950/51   | Maung Maung Lat   | N. Fisher         | Kyaw Than Chit Khin            | N. Fisher M. Raymond            | Maung Maung Lat Ma Mya Yin      |
| 1951/52   | Maung Maung Lat   | N. Fisher         | Maung Maung Lat Nyunt Maung    | N. Fisher M. Raymond            | Maung Maung Lat Ma Mya Yin      |
| 1952/53   | Khin Maung Aye    | N. Fisher         | Tin Yee Kyee Myint             | N. Fisher M. Raymond            | Chit Khin Tan Sek Kong          |
| 1953/54   | Khin Maung Aye    | M. Raymond        | Aung Myint Myint Htoon         | Tan Sek Kong M. Raymond         | Aung Myint Khin Su Win          |
| 1954/55   | Khin Maung Aye    | Ma Chin Chu       | Aung Myint Myint Htoon         | Woolleston M. Raymond           | Myint Htoon Khin Su Win         |
| 1955/56   | Khin Maung Aye    | Ma Chin Chu       | Tin Yee Tin Aung               | Woolleston M. Raymond           | Aung Myint Terry Simon          |
| 1956/57   | Khin Maung Aye    | Ma Chin Chu       | Aung Myint Myint Htoon         | Dorris Thida                    | Myint Htoon Thida               |
| 1957/58   | Khin Maung Aye    | Ma Chin Chu       | Khin Maung Aye Win Maung       | Terry Simon Si Si Aye           | Phillip Gaudoin Kyin Kyin Nyunt |
| 1958/59   | Khin Maung Aye    | Ma Chin Chu       | Phillip Gaudoin Aung Myint     | Ma Chin Chu Ma Chin Swan        | nicht ausgetragen               |
| 1959/60   | Khin Maung Aye    | Pamela Fink       | Maung Hla Aung Myint           | Pamela Fink Dulcie Comber       | Maung Hla Thida                 |
| 1960/61   | S. P. Barua       | Pamela Fink       | Phillip Gaudoin Myint Htoon    | Pamela Fink Dulcie Comber       | Myint Kyi Pamela Fink           |
| 1961/62   | Myint Kyi         | Pamela Fink       | Kyaw Htun Maung Hla            | Pamela Fink Dulcie Comber       | Khin Maung Aye Myint Myint Khin |
| 1962/63   | S. P. Barua       | Myint Myint Khin  | Kyaw Htun Maung Hla            | Myint Myint Khin Ma Mya Thein   | Khin Maung Aye Myint Myint Khin |
| 1963/64   | Aung Tun          | Myint Myint Khin  | Kyaw Htun Maung Hla            | Myint Myint Khin Ma Mya Thein   | Myint Kyi Khin Than Nwe         |
| 1964/65   | Aung Tun          | Myint Myint Khin  | Khin Maung Lay Han Shein       | Myint Myint Khin Ma Mya Thein   | Khin Maung Lay Myint Myint Khin |
| 1965/66   | Aung Tun          | Myint Myint Khin  | Aung Tun Kyaw Zaw Wai          | Myint Myint Khin Ma Mya Thein   | Kyi Nyunt Ma Mya Thein          |
| 1966/67   | Kyi Nyunt         | Myint Myint Khin  | Kyi Nyunt Ba Than              | Myint Myint Khin Cho Cho        | Kyi Nyunt Myint Myint Khin      |
| 1967/68   | Kyi Nyunt         | Myint Myint Khin  | Kyi Nyunt San Maung            | Ma Than Ngwe Khin Than Nwe      | Kyi Nyunt Myint Myint Khin      |
| 1968 1981 | keine Daten       | keine Daten       | keine Daten                    | keine Daten                     | keine Daten                     |
| 1982/83   | Soe Naing         |                   |                                |                                 |                                 |
| 1984/85   | Soe Naing         | Moe Thida San     | Maung Maung Win Tun Htein      | Mya Lay Sein Nam Htwe Kham      | Win Tun Htein Kyaw Kyaw         |
| 1985/86   | Win Tun Htein     | Mya Lay Sein      | Maung Maung Win Tun Htein      | May Zaw Oo Mya Lay Sein         | Win Tun Htein Kyaw Kyaw         |
| 1986/87   | Maung Maung       | Nam Htwe Kham     | Maung Maung Win Tun Htein      | Nam Htwe Kham Mya Lay Sein      | nicht ausgetragen               |
| 1987/88   | Win Tun Htein     | Nam Htwe Kham     | Myo Thant Win Tun Htein        | Mya Lay Sein Nam Htwe Kham      | Win Tun Htein Kyaw Kyaw         |
| 1988      | keine Daten       | keine Daten       | keine Daten                    | keine Daten                     | keine Daten                     |
| 1989/90   |                   | Marlay Myint      |                                |                                 | Win Tun Htein Marlay Myint      |
| 1990/91   | Win Tun Htein     | Moe Thida San     | Myo Thant Win Tun Htein        | Kay Kay Khine Moe Thida San     | Win Tun Htein Marlay Myint      |
| 1991 2017 | keine Daten       | keine Daten       | keine Daten                    | keine Daten                     | keine Daten                     |
| 2018/19   | Aung Myo Htoo     | Thet Htar Thuzar  | Phone Pyae Naing Aung Myo Htoo | Thet Htar Thuzar Hlaing Mon Kyu | –                               |
| 2019/20   | Chan Win Oo       | Thet Htar Thuzar  | Phone Pyae Naing Ye Min Aung   | Thet Htar Thuzar Hlaing Mon Kyu | –                               |
| 2020 2021 | nicht ausgetragen | nicht ausgetragen | nicht ausgetragen              | nicht ausgetragen               | nicht ausgetragen               |
| 2022/23   | Hein Htut         | Thet Htar Thuzar  |                                |                                 | –                               |
| 2023/24   | Bhone Pyae Naing  | Thet Htar Thuzar  | Chan Win Oo Myat Min Thu       | Thet Htar Thuzar Hlaing Mon Kyu | –                               |